# Едуард Джон Смит
Едуард Джон Смит (на английски: Edward Smith) е капитан на британския лайнер „Титаник“, потънал през 1912 г.

## Произход и младежки години (1850 – 1876)
Роден е на 27 януари 1850 година в малкото градче Ханли, Стафордшър, Англия. Баща му Едуард Смит е грънчар, а майка му Катрин Хенкок е добър банкер, която по-късно отваря свой магазин за хранителни стоки.
Когато е на 12 години баща му умира от туберкулоза и Едуард е принуден да напусне училище, за да работи. Започва работа във фабриката в близкия град Стоук он Трент. На 17-годишна възраст съдбата го отвежда в Ливърпул, където завинаги свързва живота си с кораби и море. След две години обучение Едуард успява да намери първата си работа на кораба „Сенатор Вебер“, който превозва товари. След четири години плаване и упорит труд получава правото да заема длъжността помощник-капитан.

## Капитан Смит (1876 – 1911)
През 1876 г., едва 26-годишен, Едуард Смит става капитан на първия си кораб „Лизи Фенъл“. През следващите три години прекосява стотици хиляди морски мили, превозвайки стоки между САЩ, Канада и Обединеното кралство.
През 1880 г. се присъединява към най-мощната корабна компания „White Star Line“. Компанията обаче не превозва стоки, а пътници. Поради факта, че пътническите и товарните кораби се различават, Смит започва кариерата си отначало. Благодарение на постоянството и усърдието си, след 7 години отново застава начело на главния мостик. През следващите години е капитан на много кораби – „Ripablik“, „Baltic“, „Koptik“ и др.
През 1892 г. Смит е натоварен с управлението на най-големия параход на компанията „Majestic“.

## Последно плаване с „Титаник“ (1912)
Корабът „Титаник“ е построен през 1911 г. от компанията „White Star Line“ в корабостроителницата „Harland and Wolff“ в Белфаст. Той е най-модерният и луксозен пътнически кораб за времето си. Разстоянието между двата бряга на Атлантика е трябвало да бъде преминато за 5 денонощия.
„Титаник“ се отправя на първия си трансокеански рейс на 10 април 1912 г. от пристанището на Саутхамптън с капитан Едуард Смит с 38-годишен стаж. Плаването му с „Титаник“ трябвало да бъде неговата „лебедовата песен“ и награда от страна на компанията „White Star Line“ преди планираното му пенсиониране.
В 23:40 часа вечерта на 14 април 1912 г. (неделя) в северната част на Атлантическия океан „Титаник“ се сблъсква с айсберг и потъва два часа и четиридесет минути по-късно – в 2:20 часа сутринта на 15 април 1912 г., след като се разцепва на две части. Загиват 1496 души, 712 се спасяват.
Основната версия за съдбата на капитан Смит е, че се е застрелял. Показанията на оцелели членове от екипажа се различават. Някои твърдят, че за последен път са видели Едуард Смит на мостика, а други са сигурни, че е сред хората във водата.

## Семейство
На 12 юли 1887 г. се жени за Сара Елинор Пенингтън, която му ражда дъщеря Хелън. Семейството живее в голяма къща в предградие на Саутхамптън.
Сара живее още 19 години след смъртта на съпруга си. През 1931 умира при автомобилна катастрофа в Лондон. Дъщеря им Хелън живее активен и интересен живот – тя става предприемач и е пилот на състезателна кола.

## Памет
- В негова чест е издигната статуя в Личфийлд, Англия.